# 阿方斯·马桑巴-代巴
阿方斯·马桑巴-代巴（法語：Alphonse Massamba-Débat；1921年2月11日—1977年3月25日），剛果共和國政治人物，1963年—1968年任刚果共和国总统。
他生于普尔区波哥县。1940年到1947年在乍得当教员、校长，并参加乍得进步党。1947年回国，在布拉柴维尔当校长， 同时参加刚果进步党。1956年成为保卫非洲利益民主联盟成员。1957年到1963年先后任刚果教育部长秘书、议会议长、计划和装备部长。1963年“八月革命”后，富尔贝·尤卢政权被推翻，他任临时政府总理兼国防部长。同年12月当选为总统。1964年任刚果全国革命运动总书记。1964年9月曾访问中国。1968年“七·三一”运动后下野。1977年3月总统马里安·恩古瓦比遇刺身死，他被控涉及此案而被处决。